# Lesk演算法
Lesk演算法是迈克·莱斯克於1986年提出的词义消歧演算法。

## 概述
Lesk演算法是基於詞彙會與上下文有相同的主題這個假設，簡化版的演算法將有歧義的詞彙在字典中的定義與上下文進行比較。修改後的演算法被用於WordNet。以下為一個實作範例：
1. 對於有歧義的單字，計算同時出現在上下文與字典定義中詞彙的數量。
2. 選擇次數最高的詞彙解釋。

用於說明該演算法的常見的範例是詞彙「pine cone」，以下提供的字典定義：
```
PINE 
1. kinds of evergreen tree with needle-shaped leaves
2. waste away through sorrow or illness
```

```
CONE 
1. solid body which narrows to a point
2. something of this shape whether solid or hollow
3. fruit of certain evergreen trees
```

顯而易見交集次數最高的是Pine＃1⋂Cone＃3 = 2。